# Kwigiumpainukamiut
Kwigiumpainukamiut est une ville fantôme en Alaska aux États-Unis, dans la Région de recensement de Bethel. Elle est située entre Chuathbaluk et Napaimute. Il n'y a plus aucun reste de construction à cet endroit, sauf une clairière, visible seulement l'été au changement de végétation.